# Alberto Cavanna
Alberto Cavanna (Albisola Superiore, 24 agosto 1961) è uno scrittore, traduttore e illustratore italiano.
Già affermato dirigente di azienda, ha abbandonato la sua precedente attività per dedicarsi esclusivamente all'attività artistica. Vive e lavora nel piccolo paese di Polverara (comune di Riccò del Golfo della Spezia), nella bassa Val di Vara.

## Biografia
Alberto Cavanna nasce da una famiglia di artigiani dediti, da generazioni, alla lavorazione del legno a bordo di navi e imbarcazioni. Suo padre Attilio lo portò con sé "a bottega" fin dall'età di cinque anni ed egli crebbe alternando lo studio al lavoro in officina, sugli scali del porto di Savona, a bordo. Dai nonni, entrambi arruolati in marina nelle due guerre mondiali, ereditò l'amore per il mare e dal padre, in particolare, quello per la vela.
Dopo la maturità classica entrò a lavorare in pianta stabile nell'azienda familiare che lasciò nel 1988 per trasferirsi a La Spezia dove divenne dirigente in diversi cantieri navali tra cui il Valdettaro (celebre per i restauri di imbarcazioni d'epoca come il Pacha III di Carolina di Monaco) e il famoso cantiere Riva di Sarnico, di cui fu direttore di produzione. Continuò nella professione, lavorando in altre regioni e all'estero per clienti e architetti fino al 2000 quando lasciò definitivamente la nautica da diporto. Dopo una breve parentesi nella cantieristica militare, lasciò la sua vecchia attività nel 2005.
I suoi esordi come scrittore vedono la raccolta di racconti Storie di Navi, di Viaggi e di Relitti (2001) e il romanzo storico Bacicio do Tin (2004) con il quale si classificò secondo al Premio Bancarella 2004, per pochi voti, dietro a Bruno Vespa.
Con il suo secondo romanzo Da bosco e da riviera (2008) ha vinto il Premio Marincovich 2009 e il Premio Casinò di Sanremo – Libro del Mare 2010. Collabora stabilmente con la rivista Arte Navale sulla quale ha una rubrica di Storie di Mare che raccoglie in A piccoli colpi di remo (2011), finalista al Premio Bancarella 2011 e premiato, da Luisella Berrino di RMC, nel corso della settimana monegasca di cultura italiana, con premio per la letteratura 'L'Amaca 2011'. Nel 2012 pubblica il romanzo breve L'uomo che non contava i giorni premiato con il 'Mediterranean Award' per la narrativa e con il 'Premio ANTHIA - Miglior libro Ligure dell'anno'. Nel 2014 ha pubblicato il saggio storico L'ultimo viaggio dell'Imperatore - Napoleone tra Waterloo e Sant'Elena, Collana Le Scie, Mondadori.
Nel gennaio 2015 ha pubblicato il romanzo: Il dolore del mare, Nutrimenti editore, ed è stato tra i candidati al Premio Strega 2015, presentato da Ferruccio Parazzoli e da Giuliano Montaldo, e tra quelli candidati al premio Campiello 2015.
Nel febbraio 2016 esce con il romanzo storico La nave delle anime perdute, Cairo Editore, che lo porta a vincere il *Premio Marincovich 2017 e a essere finalista per la terza volta al Premio Bancarella 2016.
Nel luglio 2016 ha curato, tradotto e illustrato il romanzo The Rover, di Joseph Conrad, pubblicato da Nutrimenti con il titolo Il filibustiere.
Nel febbraio 2018 pubblica il romanzo storico Ma forse un dio, Cairo Editore.
A fianco dell'attività letteraria coltiva anche quelle di illustratore, disegnatore e pittore.
Tutta l'opera artistica di Cavanna ha profonde radici nelle tradizioni marinare ereditate e nella cultura del lavoro, nel mestiere, concepito non come un semplice mezzo di sopravvivenza ma come un codice etico di vita. L'appartenenza a un'antica famiglia artigiana, dedita appunto a un mestiere complesso e nobile come la lavorazione del legno a bordo, lo ha portato a maturare una coscienza professionale profondamente diversa, e apertamente conflittuale, da quella corrente.
Una concezione del lavoro, la sua, entrata in crisi profonda alla fine degli anni '90, quando la logica della speculazione, degli utili maturati non sul reddito da produzione bensì su quello finanziario, e dipendente dalle plusvalenze azionarie e non più dalla bontà del prodotto, ha completamente stravolto a livello internazionale il rapporto tra lavoro e mercato, rendendo ‘mestiere’, ‘esperienza’ e ‘patrimonio umano’ semplici parole vuote. È in seguito alla maturazione di questa convinzione che ha abbandonato il posto di dirigente per dedicarsi esclusivamente alla attività artistica.
Tutta la sua produzione verte proprio nel rivalutare i rapporti umani attraverso l'esercizio di un mestiere: in particolare il romanzo Da bosco e da riviera, Rizzoli, 2008, la cui postfazione fu scritta da Luigi Angeletti allora segretario della UIL, anticipa con acume gli effetti disastrosi della crisi sull'identità delle piccole comunità liguri dedite alla cantieristica: un esempio di quello che, in breve, sarebbe successo a un intero paese e a un'intera generazione.
Sempre in quest'ottica è da intendersi il brevissimo romanzo di denuncia: L'uomo che non contava i giorni, Mondadori, 2012, con il quale affronta il difficile problema dell'immigrazione e dell'emarginazione. In seguito alla stesura di quest'opera ha assunto una posizione politica indignata, dichiarando di non sentirsi più rappresentato dalle istituzioni italiane ed europee, refrattarie a considerare il problema delle migrazioni subsahariane come dramma mediterraneo, dunque pienamente comunitario.
Il romanzo, Il dolore del mare, Nutrimenti, 2015 è un'acuta rivisitazione del dramma che vissero le famiglie in bilico tra le due guerre, non ancora uscite dai traumi della prima e in procinto di piombare nell'olocausto della seconda. Un mondo ignaro di un tempo erroneo e dell'apocalisse incombente, descritto nella vita comunitaria di una minuscola isola ligure che il potere di allora riempì di fortezze e cannoni, come oggi riempie di banche i quartieri delle città.
La nave delle anime perdute, Cairo Publishing 2016, è un'impietosa e profonda analisi dei problemi odierni (migrazioni, mutamento della georgrafia umana planetaria, deriva delle società e culture occidentali).
Il libro ha vinto il Premio Selezione Bancarella 2016 e il Premio Carlo Marincovich 2017.
Ma forse un dio, Cairo Editore, narra le vicende di due giovani nell'Italia dal 1933 al 1947: sullo sfondo l'Operazione Exodus, che vide il Golfo della Spezia diventare Porta di Sion, ai tempi della migrazione clandestina dei sopravvissuti alla Shoa verso la Palestina.
A tradimento, Cairo, 2019, una amara metafora sull’Italia da sempre in procinto di crollare, è stato l'ultimo lavoro cui è seguito un momentaneo abbandono della narrativa per un progetto grafico.
Dopo un grave incidente, ha ripreso e ha pubblicato …nessuno un nuovo romanzo, seguito di Bacicio do Tin, con Mursia.
Nel 2022 ha pubblicato Sognare i leoni, Mursia 2022  ISBN 9788842564812 prequel de Il vecchio e il mare di Hemingway, breve romanzo che include il saggio Santiago, l’ombra del veterano.

## Opere
- Storie di Navi, di Viaggi e di Relitti, Mursia, 2001
- Bacicio do Tin Corsaro dell'Imperatore e pirata in Alto Tirreno, Mursia, 2004
- Da bosco e da riviera, Rizzoli, 2008
- A piccoli colpi di remo, Arte Navale, 2011
- L'uomo che non contava i giorni, Mondadori, 2012
- Il dolore del mare, Nutrimenti, 2015
- La nave delle anime perdute, Cairo editore, 2016
- Ma forse un dio, Cairo editore, 2018
- A tradimento, Cairo editore, 2019
- ... nessuno, Mursia, 2020
- Sognare i leoni, Mursia, 2022

### Narrativa per ragazzi
- Il fantasma di Montecristo, Mursia, 2005
- Il segreto dell'isola che non c'è, Mursia, 2006
- La nave maledetta, Mursia, 2006

### Saggistica
- Nelson e Noi, con F. Ciciliot, Mursia, 2006
- L'ultimo viaggio dell'imperatore - Napoleone tra Waterloo e Sant'Elena Mondadori, collana Le Scie, 2014